# 요구르트
요구르트(영어: yogurt←튀르키예어: yoğurt)는 유목민들이 동물의 젖을 발효시켜 만든 고대의 건강식품이다. 요구르트는 우유나 염소젖 등을 살균하여 반쯤 농축시키고, 이에 유산균을 번식시켜 발효, 응고시킨 음료를 가리킨다. 액체일 때도 있고 고체일 때도 있으며, 그에 따라 마시기도 하고 숟가락으로 떠서 먹기도 한다. 흔히 야쿠르트라고 하는 살구색 음료수는 요구르트가 아니다. 요구르트에는 여러 미생물이 있는데, 그 중 인체에 해롭지 않는 대장균, 죽어가는 식물을 살릴 수 있는 내생균, 장내세균, 건강에 도움을 주는 장속 세균을 총칭하는 프로바이오틱스 등이 존재한다. 요구르트는 식중독을 예방하는 데 도움이 된다.

## 어원과 발음
영어로 요거트라 발음하지만 한국 표준어로는 요구르트이다. 단어 "요구르트"는 "요우르트"(튀르키예어: yoğurt)라는 튀르키예어 단어에서 비롯되었으며, "응고하다" 또는 "걸쭉해지다"라는 뜻을 가진 튀르키예어 동사인 "요우르-마크"(튀르키예어: yoğur(어간)-mak(어미))나 어근 "요우르-", 접미사 "-t"와도 관련되어 있다.
요구르트의 어원이 된 터키어 단어 "yoğurt"는 "요구르트"라는 발음이 아닌 "요우르트"라는 발음이 난다. 고대 터키어에서 이 글자는 유성 연구개 마찰음 /ɣ/을 가리키며, 현대 터키어에서 후설 모음 사이에서는 거의 없는 듯이 발음된다. 현대 터키어에서 요구르트는 ‘요우르트’[joˈuɾt] 또는 ‘요으우르트’[joˈɰuɾt]로 발음된다.

## 역사와 건강적 효과
요구르트는 인도-이란 문화권에서 첫 기록이 발견되는데 요구르트에 꿀을 더한 음식을 신들의 음식이라고 하였다. 고대 페르시아인들과 아랍 유목민들은 요구르트를 동물 젖의 우수한 양분을 보존하는 방법으로 여겼다. 발효 과정에서 생산되는 유산균은 젖이 부패하지 않도록 도와주었다.
러시아의 세균학자 엘리 메치니코프가 요구르트를 다량 포함하고 있는 식사를 하는 불가리아의 농민들이 평균 87세까지 산다고 발표했을 때, 많은 사람들은 이 음식에 더 많은 관심을 가지게 되었다.

## 영양과 건강
장수를 촉진한다는 주장에 더하여, 몇몇 연구원들은 요구르트가 소화기 질병, 고콜레스테롤 수치, 심지어 암과 같은 종양에 대한 치료약이라고 주장하고 있다.
요구르트에 있는 유산균 발효는 단백질 발효가 아닌 탄수화물 발효(유당 발효)이다. 유당이 유산균에 의해 소화, 분해되는 단당류 형태이기 때문에 젖당불내증 환자에게 우유 대신 섭취할 수 있는 영양식이 되기도 한다.
우유에 유산균을 넣어 만들면 우유의 성분과 크게 다르지 않지만 시판되고 있는 요구르트는 그렇지 않다. 매일 요구르트를 섭취하면 알츠하이머병 증상을 어느 정도 호전시킬 수 있다. 생균과 효모가 함유된 프로바이오틱 요구르트가 뇌 기능을 향상시키는데 도움을 주었다는 연구 결과가 발표되었다.
옥스포드 연구팀에서 요거트 섭취와 심혈관 질환 예방의 상관관계를 분석한 결과, 적절한 요거트 섭취는 심혈관 질환 위험률을 낮춰준다는 연구 결과가 밝혀졌다.
또한 우유의 지방산인 부티레이트와 공액리놀레산(CLA)은 장내 환경을 개선시킬 뿐 아니라, 당뇨병의 위험율을 예방해 준다. 이와 관련 우유로 만든 유제품이 제2형 당뇨병 위험 요인을 낮추는 데 도움이 된다는 점이 연구 결과로 밝혀졌다.

## 변형
오늘날 플레인, 과일 혼합, 칼슘 강화 등의 형태로 생산되며, 특히 맛을 가미하지 않은 요구르트는 저열량 식품으로 인기가 있다. 또한 건강식 밀크셰이크를 만드는 데 사용되거나 아이스크림처럼 얼려 먹기도 한다.
중동에서는 물에 요구르트를 조금 넣어 점성이 없는 상태로 소금을 약간 넣어 마신다. 이를 아이란(Ayran)이라 한다.

## 같이 보기
- 프로즌 요구르트
- 프로바이오틱
- 야쿠르트